# Turn und Sportverein Hartberg 2012-2013

## Rosa
Rosa aggiornata al 15 ottobre 2012.
| N. |                     | Ruolo | Calciatore         |
| -- | ------------------- | ----- | ------------------ |
| 1  | Austria (bandiera)  | P     | Jürgen Rindler     |
| 3  | Austria (bandiera)  | D     | Patrick Stornig    |
| 6  | Austria (bandiera)  | D     | Peter Kozissnik    |
| 7  | Austria (bandiera)  | C     | Robert Gamperl     |
| 9  | Austria (bandiera)  | A     | Joachim Parapatits |
| 10 | Austria (bandiera)  | A     | Michael Tieber     |
| 11 | Germania (bandiera) | A     | Juvhel Tsoumou     |
| 12 | Austria (bandiera)  | C     | Sandro Foda        |
| 14 | Austria (bandiera)  | A     | Thomas Helly       |
| 16 | Austria (bandiera)  | C     | Thomas Hopfer      |
| 17 | Austria (bandiera)  | D     | Michael Huber      |

| N. |                               | Ruolo | Calciatore         |
| -- | ----------------------------- | ----- | ------------------ |
| 19 | Austria (bandiera)            | D     | Miodrag Vukajlovic |
| 20 | Austria (bandiera)            | A     | Daniel Roßmann     |
| 21 | Austria (bandiera)            | P     | Roman Ostojic      |
| 22 | Austria (bandiera)            | D     | Kevin Krisch       |
| 23 | Austria (bandiera)            | C     | Daniel Gremsl      |
| 24 | Austria (bandiera)            | D     | Luca Tauschmann    |
| 27 | Macedonia del Nord (bandiera) | C     | Vait Ismaili       |
| 28 | Austria (bandiera)            | C     | Edmir Edo Adilovic |
| 31 | Austria (bandiera)            | D     | Thomas Rotter      |
| 32 | Slovenia (bandiera)           | D     | Matej Miljatovic   |
| 44 | Austria (bandiera)            | P     | Armin Gremsl       |

### Staff tecnico
Aggiornato al 15 ottobre 2012.
| Allenatore:                           | Paul Gludovatz                       |
| Allenatore in seconda:                | Werner Ofner                         |
| Allenatore dei portieri:              | David Sandor                         |
| Allenatore della formazione Amateure: | Franz Fuchs                          |
| Fisioterapista:                       | Lukas Ehrenhöfer                     |
| Massaggiatore:                        | Jozsef Ganyu                         |
| Medico sociale:                       | Hermann Angermeier, Martin Leonhardt |